# Semideu

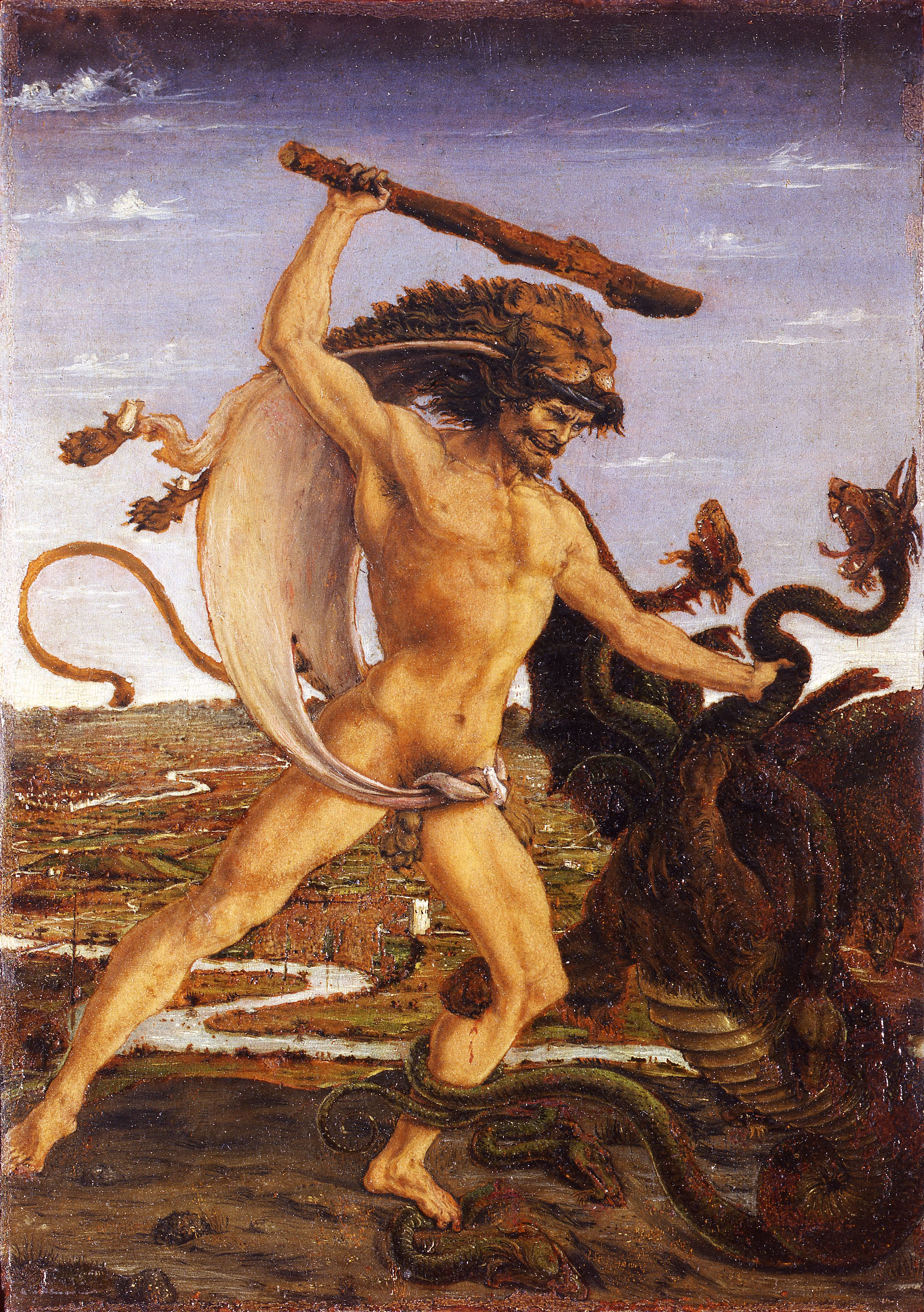
Hèrcules és un dels semideus més coneguts.

Un semideu és una criatura nascuda de la unió d'una divinitat amb un ésser humà o un ésser mortal que adquireix determinades característiques divines, com els herois mitològics. Els semideus estan presents a les religions politeistes on protagonitzen gestes meravelloses i ajuden les persones a relacionar-se amb els déus. Aquests tenen sovint moltes relacions sexuals, de les quals neixen nous semideus. Quan aquests tenen fills, també hereten alguns dels atributs sobrenaturals, que queden lligats al llinatge. Alguns exemples de semideus cèlebres són Enees, Hèracles o Gilgamesh. Els semideus no eren immortals tot i que posseïen algunes de les característiques de la seva part divina (eren capaços d'obrar prodigis i activitats fora de l'abast de qualsevol ésser humà comú.